# Órmos Ayíou Pávlou
Órmos Ayíou Pávlou är en vik i Grekland.   Den ligger i regionen Nordegeiska öarna, i den östra delen av landet, 240 km nordost om huvudstaden Aten.